# Partit de l'Avantguarda Socialista
Partit de l'Avant-Guarda Socialista (francès: Parti de l'Avant-Garde Socialiste) fou un partit polític algerià fundat l'any 1966. · . El partit va ser dirigit per El Hachemi Chérif. Tot i no estar legalment reconegut, va persistir com a partit d'oposició política contra el règim del Front d'Alliberament Nacional d'Algèria. Va continuar amb el llegat del Partit Comunista Algerià, que va desaparèixer després de la independència d'Algèria. Des d'aleshores el PAS s'ha oposat constantment al govern algerià, oferint una intensa crítica de tots els líders polítics i la majoria dels seus programes.
Els seus membres, es van infiltrar gairebé en cada associació de masses legalment reconeguda tot i el seu estatus no-oficial. Els comunistes eren especialment prominents en organitzacions com la UNJA i la UGTA, donant suport a les tendències d'esquerres. La relació entre la coalició del PAS i el règim algerià es va acabar quan Chadli Bendjedid va pujar al poder, i va sol·licitar purgar els comunistes de les posicions de poder de l'aparell del partit estatal, i es va moure cap a la liberalització econòmica. El partit comunista va ser legalitzat l'any 1989.
L'any 1993, el Partit de l'Avantguarda Socialista va canviar el seu nom per Ettehadi. Tanmateix, un grup de militants que volia retenir el llegat comunista del partit es va escindir, i va formar el Partit Algerià per la Democràcia i el Socialisme. Durant la Guerra Civil Algeriana, l'Ettehadi es va oposar fortament als islamistes i va suportar la ilegalització del Front Islàmic de Salvació (FIS). L'any 1999 el partit Ettehadi va ser refundat amb el nom de Moviment Democràtic i Social (en francès: Mouvement Démocratique et Social) amb l'objectiu de dotar Algèria d'una gran eina política i de debat sobre les principals qüestions nacionals, d'ordre polític, social, estratègic o econòmic, tant a nivell local com nacional. També es tractava de generar les condicions per a l'emergència d'una elit d'avantguarda: "els soldats de l'emancipació en la formació, la presa de consciència, el patriotisme i el contacte amb les masses populars".